# いつわりの瞳
「いつわりの瞳」（Lyin' Eyes）は、イーグルスが1975年に発表した楽曲。

## 概要
作詞作曲はドン・ヘンリー とグレン・フライ。リード・ボーカルはフライが担当した。アルバム『呪われた夜』に収録されたのち、シングルカットされた。

## チャート成績
Billboard Hot 100で2位、イージーリスニング・チャートで3位を記録した。グラミー賞ベストポップボーカル賞を獲得。

## カバー
リン・アンダーソン、ケニー・ランキン、ダイアモンド・リオらのカバー・バージョンがある。